# Masita
Masita ist ein niederländischer Sportartikelhersteller. Das Unternehmen wurde 1933 von der Familie Maas aus Sittard als Lederhandel gegründet. Seit den 1960er Jahren spezialisierte sich das Unternehmen auf die Herstellung und den Handel mit Sportbekleidung. Ursprünglich konzentrierte sich Masita auf die Märkte in den Niederlanden, Belgien, Luxemburg und Deutschland, später erweiterte das Unternehmen sein Angebot auf die europäischen und auf einzelne afrikanische Länder. Der Hauptsitz befindet sich in Echt-Susteren, Niederlande, der Sitz der deutschen Masita GmbH in Krefeld.
Im Angebot befinden sich heutzutage verschiedene Sportbekleidungen, Trainings- und Präsentationsanzüge, Coachjacken, Sporttaschen und andere Bedarfsartikel für den Team- und Vereinssport.
Masita tritt bei verschiedenen Fußballvereinen als Sponsor und Ausrüster auf und ist unter anderem Sponsor der tuvaluischen Fußballauswahl.